# Юная мисс США 1990
Юная Мисс США 1990 (англ. Miss Teen USA 1990) — 8-й национальный конкурс красоты Юная мисс США, проводился в «Mississippi Gulf Coast Coliseum», Билокси, Миссисипи. Победительницей стала 16-летняя Бриджитт Уилсон, представлявшая штат Орегон.
1990 год отметился, когда штат Орегон выиграл титул второй раз из трёх в истории конкурса. Штаты Орегон и Техас имеют больше двух побед в другом конкурсе Юная мисс США. Орегон: Минди Дункан в 1988 году, Бриджитт Уилсон в 1990 и Тами Фаррелл в 2003. Техас: Вудс, Кристи Ли в 1996 году, Доути, Даниэль в 2011 году и Хэй, Карли в 2016 году.
Первый год из четырёх, когда конкурс красоты проходил в «Mississippi Gulf Coast Coliseum».
Ведущими стали — Сэнди Дункан, с комментаторами Лизы Гиббонс и победительницей конкурса красоты Юная Мисс США 1985 — Келли Ху. Музыкальное сопровождение — Gulf Coast Teen Orchestra.

## Результаты

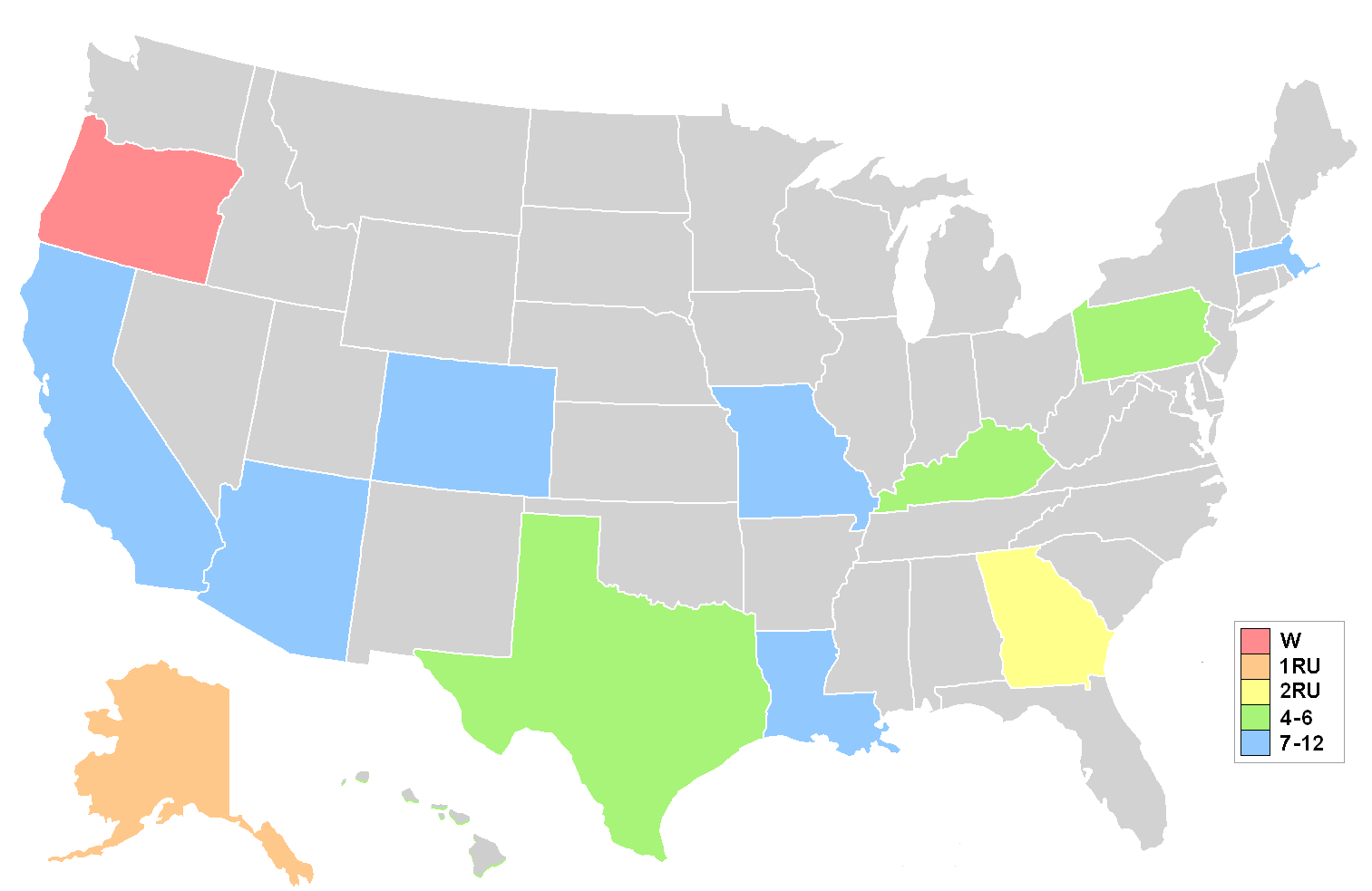
Штаты участницы Юная Мисс США 1990

### Места
| Итоговый результат | Участница |
| ------------------ | --- |
| Юная Мисс США 1985 | - Орегон — Бриджитт Уилсон |
| 1-я Вице-мисс      | - Аляска — Марла Джонсон |
| 2-я Вице-мисс      | - Джорджия — Холли Роэль |
| Топ 6              | - Кентукки — Эйприл Воган - Пенсильвания — Сьюзан Барнетт - Техас — Бекки Фишер                                                                                        |
| Топ 12             | - Аризона — Джерилинн Битти - Калифорния — Триша Роби - Колорадо — Шэлон Пекоски - Луизиана — Эли Ландри - Массачусетс — Нина Каммарата - Миссури — Тавиа Мишель Шеклз |

### Финальный конкурс
| Штат                          | Предварительный Средний | Интервью   | Купальный костюм | Вечернее платье | Средний балл |
| ----------------------------- | ----------------------- | ---------- | ---------------- | --------------- | ------------ |
| Орегон – Бриджитт Уилсон      | 7.900 (5)               | 9.271 (1)  | 8.943 (3)        | 9.300 (4)       | 9.171 (2)    |
| Аляска – Марла Джонсон        | 7.824 (7)               | 9.151 (3)  | 8.757 (7)        | 9.200 (7)       | 9.036 (6)    |
| Джорджия – Холли Рол          | 7.967 (4)               | 9.214 (2)  | 9.014 (2)        | 9.386 (2)       | 9.204 (1)    |
| Техас – Бекки Фишер           | 8.048 (2)               | 9.050 (5)  | 8.930 (4)        | 9.400 (1)       | 9.126 (3)    |
| Кентукки – Эйприл Воган       | 7.776 (8)               | 9.107 (4)  | 8.857 (5)        | 9.329 (3)       | 9.097 (4)    |
| Пенсильвания – Сьюзан Барнетт | 8.057 (1)               | 8.757 (10) | 9.086 (1)        | 9.286 (5)       | 9.043 (5)    |
| Луизиана – Эли Ландри         | 8.033 (3)               | 8.857 (8)  | 8.746 (8)        | 9.214 (6)       | 8.939 (7)    |
| Калифорния – Триша Роби       | 7.705 (10)              | 8.971 (6)  | 8.543 (10)       | 9.057 (8)       | 8.857 (8)    |
| Миссури – Тавиа Мишель Шеклз  | 7.895 (6)               | 8.743 (11) | 8.671 (9)        | 9.014 (10)      | 8.809 (9)    |
| Массачусетс – Нина Каммарата  | 7.724 (9)               | 8.829 (9)  | 8.543 (10)       | 9.029 (9)       | 8.800 (10)   |
| Аризона – Джерилинн Битти     | 7.605 (12)              | 8.957 (7)  | 8.429 (12)       | 8.929 (11)      | 8.771 (11)   |
| Колорадо – Шэлон Пекоски      | 7.686 (11)              | 8.529 (12) | 8.843 (6)        | 8.843 (12)      | 8.738 (12)   |

### Специальные награды
| Награда              | Участница                                      |
| -------------------- | ---------------------------------------------- |
| Мисс Конгениальность | - Вашингтон (округ Колумбия) — Ширель Робинсон |
| Мисс Фотогеничность  | - Мэриленд — Мэри Энн Чимино                   |

## Участницы
| - Алабама — Канди Берд - Аляска — Марла Джонсон - Аризона — Джери-Линн Битти - Арканзас — Карен Пью - Калифорния — Триша Роби - Колорадо — Шалон Пекоски - Коннектикут — Эми Рибоинк - Делавэр — Кристен Понтиус - Вашингтон (округ Колумбия) — Черрелл Робинсон - Флорида — Мишель Бенитес - Джорджия — Холли Рол - Гавайи — Санни Кенайалпуни - Айдахо — Джоди Уокер - Иллинойс — Терри Боллинджер - Индиана — Кристен Хелмс - Айова — Фейт Уиндзор - Канзас — Кэрри Уилльямс - Кентукки — Эйприл Воган - Луизиана — Эли Ландри - Мэн — Мишель Гренье - Мэриленд — Мэри Энн Чимино - Массачусетс — Нина Каммаратта - Мичиган — Эрика Уэбер - Миннесота — Дженифер Белл - Миссисипи — Ким Фолкнер - Миссури — Тавия Шейклс | - Монтана — Стефани Уоллес - Небраска — Шона Редферн - Невада — Дж. Дж. Каспер - Нью-Гэмпшир — Сара МакФолл - Нью-Джерси — Дженифер Джордано - Нью-Мексико — Бет Баскин - Нью-Йорк — Катрин Блисс - Северная Каролина — Хезер Симмонс - Северная Дакота — Шерри Бернадис - Огайо — Хэзер Уилперт - Оклахома — Кармен Джеймс - Орегон — Бриджит Уилсон - Пенсильвания — Сьюзэн Барнетт - Род-Айленд — Клаудия Джордан - Южная Каролина — Кэтрин Хэнкок - Южная Дакота — Петрона Юзера - Теннесси — Кристен Кастл - Техас — Бекки Фишер - Юта — Мелисса Лей Андерсон - Вермонт — Джессика Тортолоно - Виргиния — Йюранда Харрис - Вашингтон — Пейдж Андерсон - Западная Виргиния — Минди Грин - Висконсин — Дебора Сантакроти - Вайоминг — Джанет Поккуп |

## Скандал
На видеозаписи, сделанной в «Marine Life Oceanarium» 2 июля, была снята небольшая группа участниц играющие с дельфинами в тренировочном бассейне океанариума. Эта запись привела к началу расследованию федеральным агентством «National Marine Fisheries Service», чтобы выяснить, нарушал ли океанариум разрешение, позволяя участницам конкурса плавать с дельфинами. Позже, фрагмент видеозаписи был показан с участницами, кормящих дельфинов.

## Примечание
1. ↑  Oregon Girl Wins Pageant. Associated Press. 16 июля 1990.
2. ↑  Miss. Gulf Coast enjoying TV exposure. The Baton Rouge Morning Advocate. 9 июля 1990.
3. ↑  Sandy Duncan eases into a `first'. St. Petersburg Times. 6 июля 1990. p. 7D.
4. ↑  Teen pageant airs Monday. Teen pageant airs Monday. 12 июля 1990. p. 5-C.
5. ↑  UNL Student, Omaha Teen Win Pageants. The Omaha World-Herald. 7 января 1990. p. 2b.
6. ↑  Teen chosen at pageant. Portland Oregonian. 27 ноября 1989. p. 4.
7. ↑  Taylor, Charles (17 июля 1990). Once in lifetime experience may be just that... The Richmond News Leader.
8. ↑  Marine Life being probed after letting teen girls in pool. The Baton Rouge Morning Advocate. 9 июля 1990.
9. ↑  Pageant telecast won't include dolphin scenes. The Baton Rouge Sunday Advocate. 15 июля 1990.